# Dwór w Wojcieszynie
Dwór w Wojcieszynie – dwór wybudowany w Wojcieszynie w końcu XVIII w., przebudowywany w XIX w.